# Roberto Francisco de Almeida
Roberto António Victor Francisco de Almeida (* 5. Februar 1941 in Kaxikane, Catete, Provinz Icolo e Bengo) ist ein angolanischer Hochschullehrer und Politiker der Volksbewegung zur Befreiung Angolas MPLA (Movimento Popular de Libertação de Angola), der unter anderem verschiedene Ministerposten bekleidete sowie zwischen 1996 und 2008 Präsident der Nationalversammlung (Assembleia Nacional) war.

## Leben
Roberto António Victor Francisco de Almeida war als Bankangestellter tätig und absolvierte ein Studium der Sozialwissenschaften, das er Lizenziat (Licenciatura em Ciências Sociais) beendete. Er übernahm kurz nach der Unabhängigkeit der Volksrepublik Angola (República Popular de Angola) von Portugal am 11. November 1975 seine ersten Regierungsämter und fungierte zwischen 1977 und 1978 als Vize-Außenminister (Vice-Ministro das Relações Exteriores), Vize-Minister für Außenhandel (Vice-Ministro do Comércio Externo) sowie als Vize-Minister für Planung (Vice-Ministro do Plano). In der Regierung von Präsident José Eduardo dos Santos fungierte er zwischen 1978 und seiner Ablösung durch Lopo do Nascimento 1979 als Außenhandelsminister (Ministro do Comércio Externo) und wurde zudem Koordinator des Komitees der Volksbewegung zur Befreiung Angolas MPLA (Movimento Popular de Libertação de Angola) in Luanda. Er war ferner zwischen 1978 und 1980 Mitglied des Revolutionsrates (Conselho da Revolução) und bekleidete zwischen 1979 und seiner abermaligen Ablösung durch Lopo do Nascimento 1981 in der Regierung von Präsident dos Santos das Amt als Planungsminister. Des Weiteren war er von 1979 bis 1981 auch Sekretär des Zentralkomitees ZK (Comité Central) der MPLA für Wirtschaft und Soziales.
1980 wurde de Almeida Mitglied der Volksversammlung (Assembleia do Povo), des damaligen Parlaments, und gehörte dieser bis 1986 an. 1981 wurde er ZK-Sekretär für Ideologie und war daraufhin zwischen 1981 und 1991 Mitglied der Zentralen Kontroll- und Revisionskommission (Comissão Central de Controlo e Revisã) der MPLA. Er fungierte zwischen 1991 und 1996 als Erster Sekretär der MPLA der Provinz Huíla. Nachdem er 1996 kurzzeitig Vizevorsitzender der MPLA-Fraktion in der Nationalversammlung (Assembleia Nacional), die 1986 die Volksversammlung als Parlament ablöste. Als Nachfolger von Fernando José de França Dias Van Dúnem übernahm er 1996 das Amt als Präsident der Nationalversammlung und bekleidete dieses zwölf Jahre lang bis 2008, woraufhin Fernando da Piedade Dias dos Santos ihn ablöste. In der Nationalversammlung wurde er durch die Landesliste (Círculo Eleitoral Nacional) der MPLA gewählt. Er ist Vizepräsident der MPLA sowie Mitglied des Politbüros des ZK der MPLA.
Bei den Wahlen zur Nationalversammlung am 23. bis 26. August 2017 wurde Roberto Francisco de Almeida für die MPLA über die Landesliste wieder zum Abgeordneten gewählt und gehört der Nationalversammlung nunmehr in der vierten Legislaturperiode an. Er ist derzeit Mitglied des Ausschusses für Gesundheit, Bildung, Hochschulbildung, Wissenschaft und Technologie (6.ª Comissão Saúde, Educação, Ensino Superior, Ciências e Tecnologia).